# Emanuel Bozděch
Emanuel Bozděch (21. července 1841, Praha-Staré Město – nezvěstný od 10. února 1889) byl český dramatik, překladatel, kritik a novinář. Proslul svými historickými dramaty Z doby kotillonů, Baron Goertz aj., ve své době velmi populárními. V letech 1869–76 působil jako dramaturg Prozatímního divadla, odkud odešel po neshodách s režisérem J. J. Kolárem. Pak pracoval jako divadelní referent v německých novinách Prager Tagblatt a Politik. Byl uzavřené povahy, měl málo přátel, v posledních letech trpěl depresemi a chronickou nemocí. 10. února 1889 beze stopy zmizel; z výsledků vyšetřování a dodatečně zjištěných informací vyplynulo, že s největší pravděpodobností téhož večera spáchal sebevraždu skokem do rozbouřené Vltavy.

## Život
Jeho dětství bylo krušné. Otec, obchodník s kroupami v pražské Dušní ulici, ztratil většinu majetku během revoluce 1848. Emanuel navštěvoval německou piaristickou obecnou školu a novoměstské gymnázium, poté vystudoval práva a filozofii v Praze. Po promoci pracoval jako vychovatel v rodině Adlerfeldů ve Skřivanech.
V roce 1869 se stal dramaturgem Prozatímního divadla (nazývané tehdy Královské zemské české divadlo), jehož režisérem byl Josef Jiří Kolár, známý svou pánovitostí a nesnášenlivostí. Mezi oběma umělci propukl nepříjemný spor, který měl někdy komické rysy (jednou prý Kolár Bozděcha nepozorovaně zamkl v pracovně a otevřel mu až pozdě v noci, když mu Bozděch pohrozil žalobou), ale jinak šlo ze strany Kolára, kterého Bozděch do jisté míry svým talentem zastiňoval, spíš o urážky a nepodložená obviňování z plagiátorství.
V roce 1876 se nedohodl s divadelním družstvem na platu a Prozatímní divadlo opustil (novým dramaturgem se stal Jakub Arbes. Poté se stal divadelním referentem německých novin Prager Tagblatt a Prager Abendblatt. Jelikož tyto listy zastávaly politickou linii nepříznivou českým národním zájmům, vyjednali mu čeští novináři (Zdeněk Strobach, Adolf Srb) přechod do konkurenčního německého deníku Politik. Překládal také své starší hry do němčiny, ale na německé scéně neměl většího úspěchu.
Velmi nerad se nechával fotografovat. Poslední fotografie, která se po jeho zmizení našla, pocházela z ateliéru Jana Tomáše z roku 1872. Když chtěli novináři vzhledem k jeho významu v 80. letech otisknout jeho podobiznu, nezískali ji ani u jeho spolupracovníků či přátel. Snažili se ho proto nenápadně vyfotografovat na procházce, ale (asi i kvůli tehdejší nedokonalé technice) se jim to nepodařilo. Úspěšnější byl Josef Mukařovský, který Bozděcha zpodobnil v roce 1887 během divadelního představení a náčrtek dokončil po jeho zmizení. Je to jeden z mála Bozděchových portrétů v tisku. („zpaměti“ ho pak společně nakreslili také Jan Vilímek a František Josef Rživnatz pro Humoristické listy z října 1889).
Neměl mnoho přátel, nikomu se nesvěřoval. Byl zamlklý, ke všem zdvořile chladný. Blízké vztahy měl jen se svou sestrou a starou matkou. Jeho odtažité chování k lidem, včetně celebrit, bylo někdy považováno za přezíravé a podivínské. Měl zvláštní smysl pro humor – vtipy v jeho veselohrách i pronášené ve společnosti neplynuly z veselé nálady, ale z dobře promyšleného úsudku. Říkalo se o něm, že své okolí dokáže rozveselit, ale sebe nikoliv. Ke konci života trpěl nevyléčitelnou nemocí, cukrovkou („cukrovou úplavicí“), která mu způsobovala fyzické bolesti a ovlivňovala i jeho psychiku.

## Zmizení
13. února 1889 uveřejnil denní tisk informaci, že Emanuel Bozděch odešel 10. února po 6. hodině večerní z domu, což běžně nedělal, a dosud se nevrátil. Policii to bylo oznámeno následujícího dne, ale do 12. února večer se ho nepodařilo najít. Událost vyvolala pozornost veřejnosti a v následujících dnech a měsících se objevovaly podrobnější informace i fámy, včetně později vyvrácených zpráv o jeho spatření nebo o nalezení jeho mrtvoly.
O tři roky později, počátkem února 1892, vydal zemský soud výzvu, která shrnula tehdy známá fakta: 10. února 1889 odešel Bozděch mezi 7. a 8. hodinou večerní ze svého bytu v Praze-Novém Městě, Štěpánská 37 a od té doby o sobě nepodal žádnou zprávu. Okolnosti nasvědčují tomu, že spáchal sebevraždu, protože zanechal několik dopisů, z nichž tento úmysl byl patrný. Obsahovaly formulace jako „Odpusťte, že vás opouštím, nelze však jinak, život se mi zprotivil“, „Bude-li moje mrtvola nalezena, ať se pitvá, aneb ať se tepny přeřezají. Pohřeb ať je co nejprostší“ nebo „Zachovejte mě v přátelské upomínce. Chci se s životem rozloučiti.“ V poslední době byl navíc rozrušený, melancholický a trpěl nevyléčitelnou nemocí. Při odchodu se oblékl do nejstaršího oblečení a zanechal v bytě všechny cennosti. Mezi 7. a 8. hodinou byl spatřen, jak ve vánici přechází most císaře Františka Josefa I., přičemž se chvílemi zastavoval a díval na Vltavu. Naposledy byl spatřen v Praze-Holešovicích v Bělského ulici naproti Umrathovu domu u samé Vltavy, na tzv. „Navážce“, odkud bylo možné snadno dojít k řece. Předpokládá se proto, že za tehdejší bouře skočil do vody a jeho mrtvola byla později odplavena s uvolněným tajícím ledem.
Zřejmě poslední zpráva o jeho existenci se objevila roku 1910; podle ní se Bozděch uchýlil do kláštera s přísným režimem kdesi na Balkáně a ztratil se tak pouze pro veřejnost. Podle názoru jeho přítele Adolfa Srba i advokáta Karla Adámka se jednalo o zjevnou fámu.

## Dílo
První divadelní hry – Z doby kotillonů (premiéra 9. května 1867) a Baron Goertz (21. ledna 1868) napsal během pobytu ve Skřivanech. Obě zaujaly svou vyzrálostí a technickou vyspělostí. Velký ohlas měla zvlášť druhá z nich, historická tragédie o honbě za slávou, umístěná do Švédska za vlády Karla XII. na počátku 18. století. Současníci v ní vnímali skryté narážky na politickou situaci a v hlavním hrdinovi viděli obraz ministra Beusta. Myšlenka dramatu ale měla obecnou platnost a přízeň kritiky si dílo zachovalo i po letech, kdy vzpomínky na někdejší politické poměry vyprchaly. Roku 1870 vyvolala hra Z doby kotillonů kontroverzi, když J. J. Kolár obvinil Bozděcha, že ji sám nevytvořil, ale přeložil z francouzštiny nebo španělštiny. Domnělý originální text ale nikdy nenalezl. Téhož roku vyšel v časopise Česká thálie anonymní článek, připisovaný Josefu Jiřímu Stankovskému, podle něhož tato hra pochází z pozůstalosti po Františku Bozděchovi (1838–1865), novináři a předčasně zemřelém starším bratru Emanuela. Mezi Stankovským a Bozděchem pak došlo k ostré polemice.
Později vydal další hry: Světa pán v županu (o Napoleonovi) a komedii Dobrodruzi (z doby císaře Rudolfa II.; v Praze bylo její uvedení zakázáno a hrála se jen v Poděbradech). Jeho nejpopulárnější prací byla historická veselohra Zkouška státníkova z doby vlády Marie Terezie kolem roku 1748. I tady projevil svůj talent a na rozdíl od řady jiných autorů zobrazil historii věrně, neuchyloval se k laciné karikatuře a zesměšňování.
Psal také eseje a kritiky (např. Nejmilejší myšlenka dramatika Octava Feuilleta, uveřejněná ve Světozoru r. 1873) a překládal, hlavně z francouzštiny a němčiny. Do němčiny také přeložil vlastní hry Z doby kotillonů (König Cotillon) a Světa pán v županu (Der Weltbeherrscher im Hauskleide), které se pak uváděly v německých divadlech v Drážďanech, Praze i jinde. V 70. letech vydal také svazek novel. Většinu novinových článků napsal v němčině. Do českých časopisů přispěl jen několika ojedinělými články, všechny nabídky českých redakcí k dlouhodobější spolupráci zásadně odmítal.
Bozděch byl v očích současníků geniální dramatik. Byl ctižádostivý, ale na výsledek si dokázal počkat. Psal úspěšné hry, ale i přísné a nelítostné kritiky. V historických hrách si nechával záležet na věrném zobrazení doby.

### Knižně
- Baron Goertz (1871) – truchlohra v pěti dějstvích [24] [25]
- Jenerál bez vojska (1889) – veselohra o třech dějstvích [26]
- Náramek (1890) – žert v jednom jednání [27]
- Zkouška státníkova (1904) – veselohra v 1 jednání [28]

## Portréty Emanuela Bozděcha

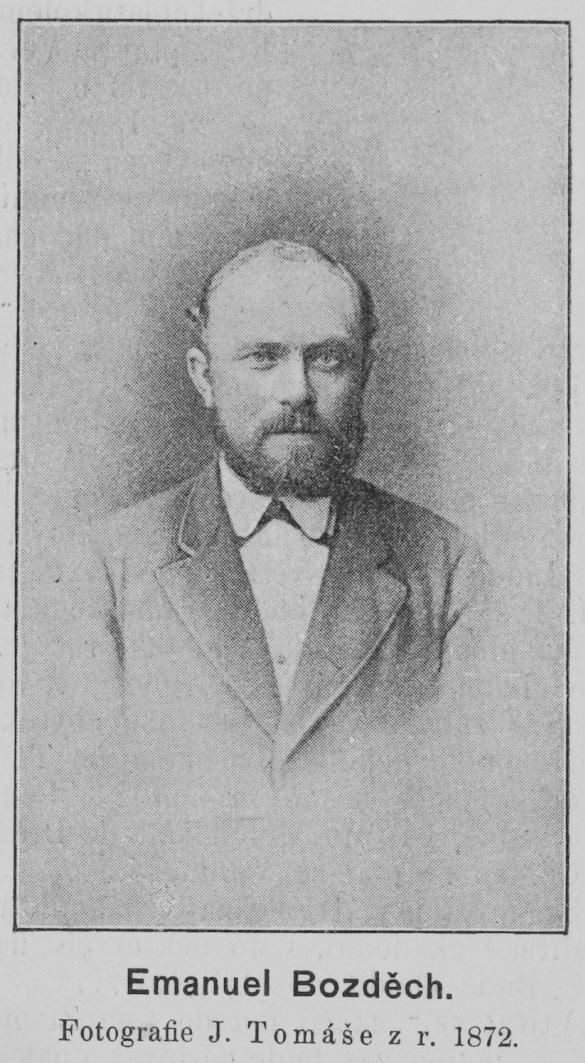
Fotografie od Jana Tomáše z r. 1872
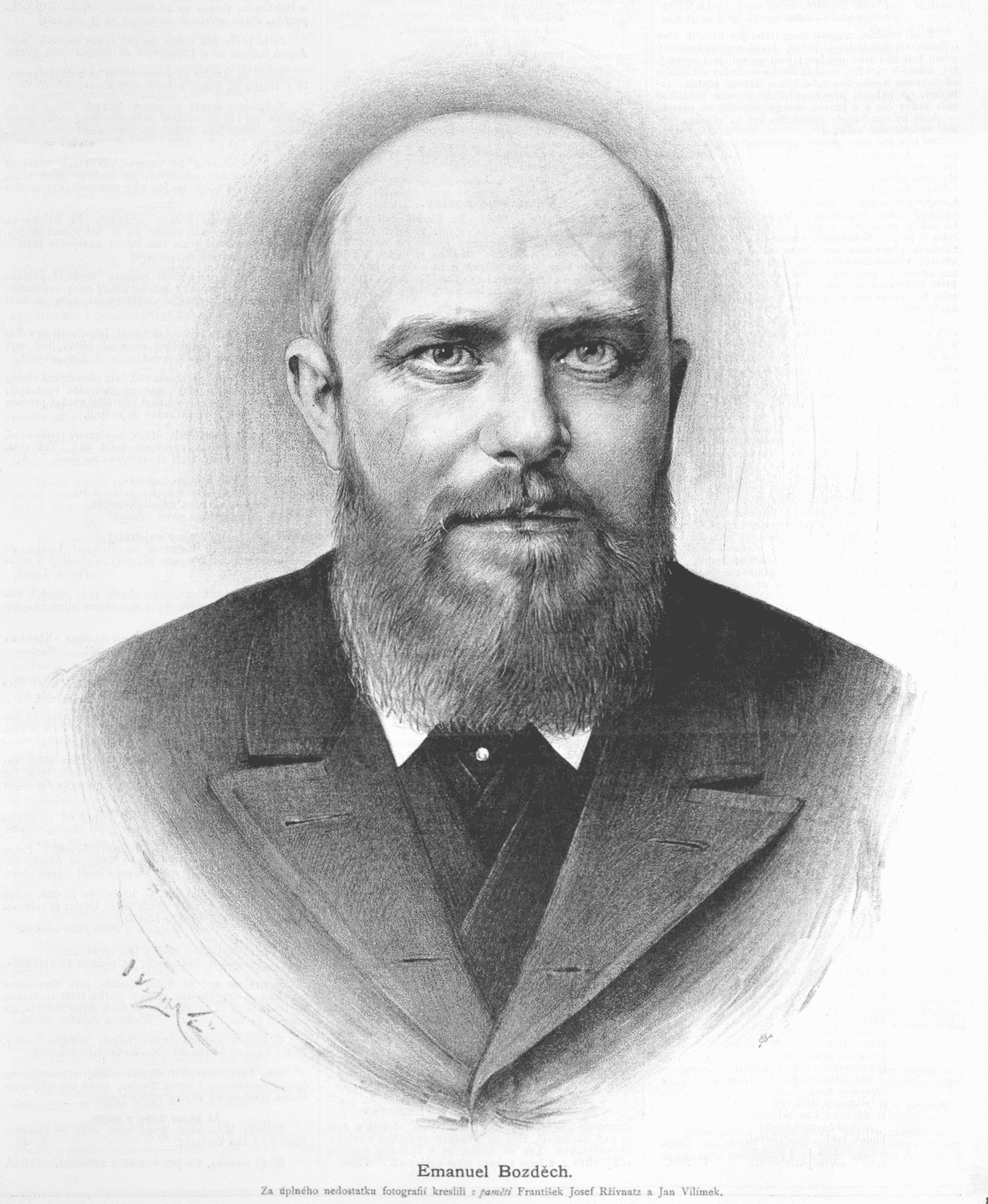
Portrét zpaměti (Jan Vilímek a F. J. Rživnatz)